# Moran, Kansas
Moran är en ort i Allen County i Kansas. Vid 2020 års folkräkning hade Moran 466 invånare.